# Nanouche Lumbu
Nanouche Lumbu, née le 4 décembre 1988, est une footballeuse internationale congolaise évoluant au poste de défenseure.

## Biographie

### Carrière internationale
Nanouche Lumbu dispute avec l'équipe de République démocratique du Congo le Championnat d'Afrique féminin 2012,.